# 양전우
양전우(중국어 정체자: 楊鎮浯, 병음: Yáng Zhènwú, 한자음: 양진오, 1972년 6월 26일~)는 중화민국의 정치인이다. 푸젠성 진먼현 진닝향 후샤촌 출신으로 제5대 진먼현장(2018~2022)을 지냈다.